# Campamento Tierra Libre

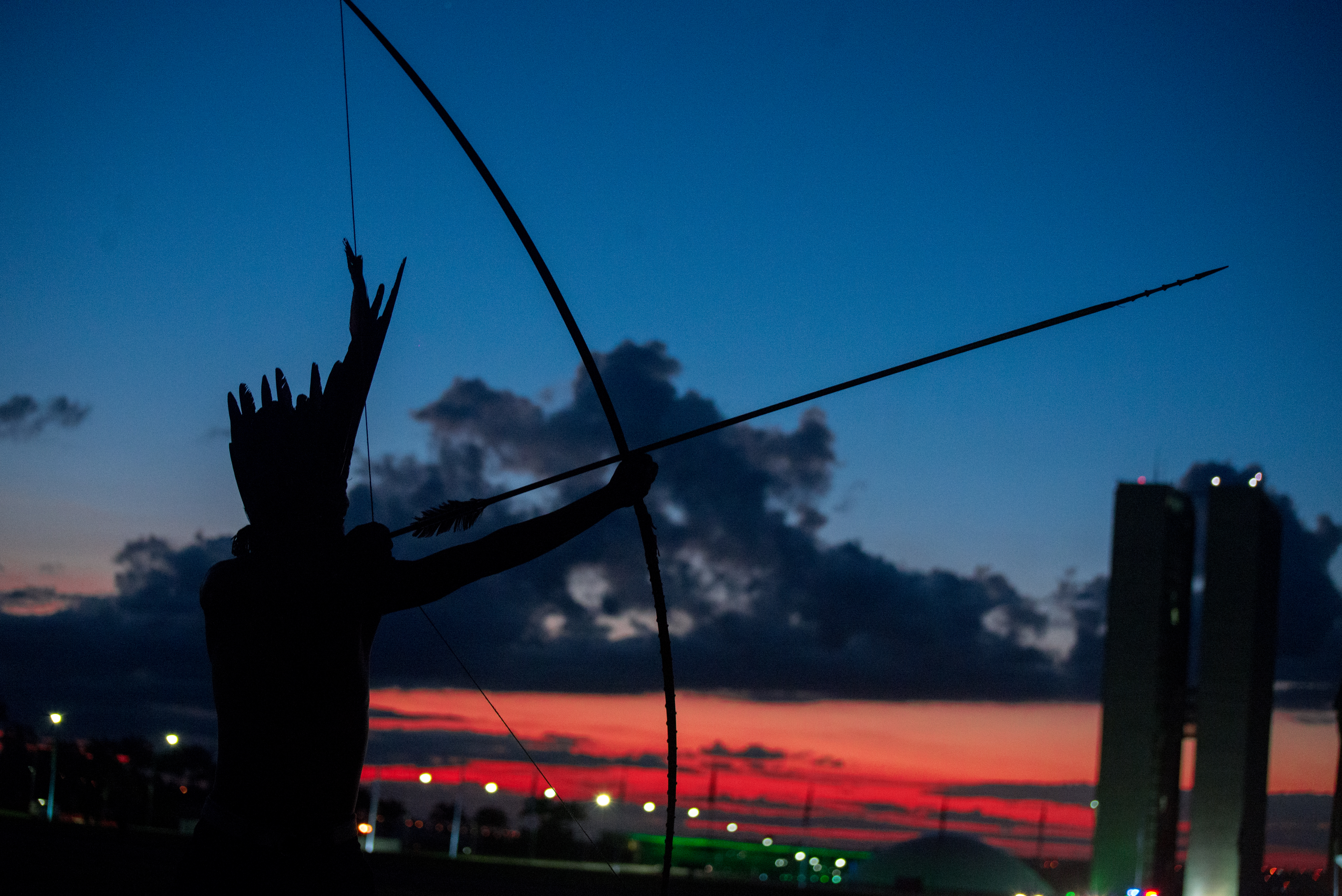
Amanecer indígena en Brasilia, Campamento Tierra Libre, 2017.

El Campamento Tierra Libre (ATL, acrónimo del portugués para Acampamento Terra Livre) es un evento de movilización de los pueblos indígenas de Brasil en torno a sus derechos constitucionales que acontece, anualmente, desde el año de 2004. Al largo de las diversas ediciones, una multiplicidad de pueblos, provenientes de varios biomas del país, se reunieron para discutir las violaciones de los derechos indígenas y reivindicar el cumplimiento de las leyes por parte del gobierno federal brasileño. Tiene lugar, principalmente, en la explanada de los ministerios, en Brasilia. En su primera edición, fue fundada la Articulación de los Pueblos Indígenas de Brasil (APIB, acrónimo para Articulação dos Povos Indígenas do Brasil), entidad que se encargó de organizar todas las ediciones posteriores. Actualmente, es considerado el más importante evento indígena del país, debido su dimensión nacional y continuidad temporal. El año de 2022, el Campamento Tierra Libre organizó su 18.ª edición.

## Historia
El año de 2004, por ocasión del "Día del Indio", líderes indígenas de todo Brasil dieron inicio a una serie de protestas en Brasilia contra la política indigenista vigente de la época. Se protestaba contra las violaciones de los derechos indígenas, en especial, por las agresiones ocurridas los años anteriores. Diversas etnias y organizaciones (tanto indígenas, como indigenistas) se reunieron en Brasilia, dando origen al Acampamento Terra Livre (ATL). Dentro del evento, los debates ocurridos en torno a los derechos indígenas originaron el Foro en Defensa de los Derechos Indígenas (FDDI, acrónimo en portugués para Fórum de Defesa dos Direitos Indígenas) y la Articulación de los Pueblos Indígenas de Brasil (APIB).

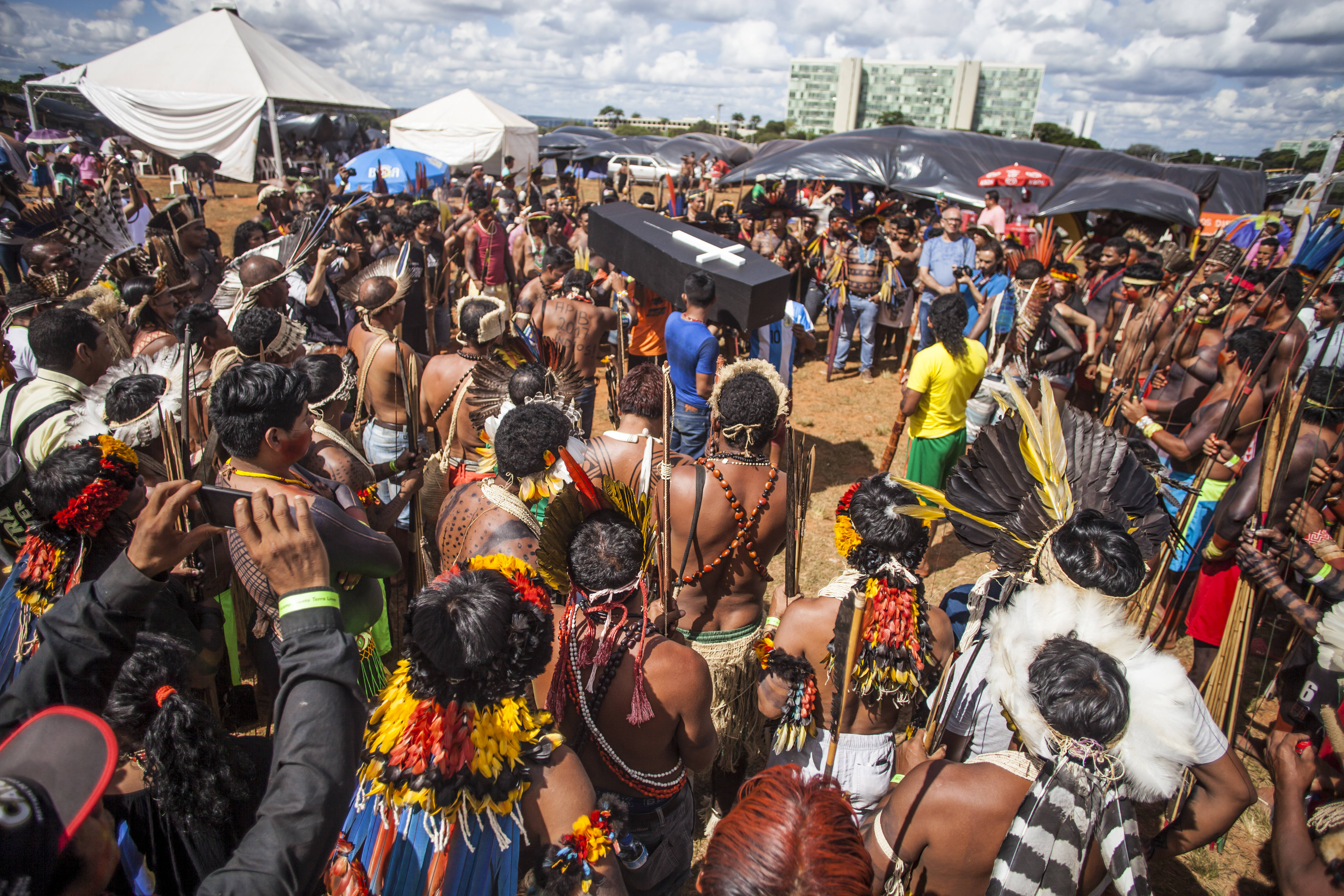
14º Campamento Tierra Libre, abril de 2017.

La insatisfacción general de la movilización giraba en torno al desencanto con la "nueva política indigenista" prometida por el Gobierno de Lula da Silva. Denunciaban la continuidad de una política de tutela, así como la incapacidad del Estado brasileño en lidiar con la pluralidad étnica del país, por medio de la gestión de políticas públicas vueltas hacia los pueblos y las organizaciones indígenas. Según los participantes del ATL, la "nueva política" había quedado en el papel y el tratamiento dado a sus derechos era de falta de respeto y retroceso. Los actos de violencia contra las poblaciones nativas y el asesinato de sus líderes no había cesado. Además de eso, se observó la parálisis de la regulación de las tierras indígenas, el mantenimiento de la situación de caos en cuanto a la salud indígena y la falta de implementación de la educación escolar, sumándose a no consolidación de programas de protección, gestión y sustentabilidad de las tierras indígenas en el país.
La inauguración del evento marcó una reestructuración del Movimiento Indígena en Brasil, por medio de la cual estos pueblos adoptaron una postura protagonista frente a su propia historia. Rechazando la política de tutela y organizándose de forma autónoma, este movimiento pasó a tener una actuación directa, a favor de sus derechos y frente a instancias del Gobierno. El ATL es considerado el mayor espacio de asamblea y principal evento político de los pueblos indígenas de Brasil en la Edad Contemporánea.
La Plenaria nacional de las mujeres indígenas integra la programación del ATL desde 2017, con el apoyo y financiación de la ONU Mujeres Brasil.

### Lemas de las ediciones
| Año  | Tema |
| ---- | --- |
| 2022 | Retomando o Brasil: Demarcar Território e aldear a política Retomando Brasil: demarcación territorial y aldear la política                                                                                     |
| 2021 | A nossa luta ainda é pela vida, não é apenas um vírus Nuestra lucha sigue siendo por la vida, no es solo un virus                                                                                              |
| 2019 | Resistimos há 519 anos e continuaremos resistindo Resistimos 519 años y seguiremos resistiendo |
| 2018 | Unificar as lutas em defesa do Brasil Indígena - pela garantia dos diretos originários dos povos Unificar las luchas en defensa del Brasil Indígena - por la garantía de los derechos indígenas de los pueblos |

## Agenda
La agenda más central de ATL se refiere al tema territorial, es decir, la defensa de la demarcación y protección de los territorios indígenas. También tienen gran peso otras agendas históricas, como el acceso a la salud y la educación, además de las denuncias de violencia sistemática contra la población indígena. Desde la década de 2010, con el apoyo de ONU Mujeres Brasil, los derechos de las mujeres indígenas se han convertido cada vez más en un tema de debate. A partir de la década de 2020, otros temas también cobraron protagonismo, como la situación de los indígenas encarcelados, así como los derechos de los jóvenes e indígenas LGBTQi+.

## Participación
Las caravanas de pueblos indígenas a Brasilia, con la intención de reclamar sus derechos, no es algo nuevo. Este movimiento ha sido expresivo desde la época de la redemocratización de la política brasileña. En 1986, durante la Asamblea Nacional Constituyente, los líderes de la Unión de Naciones Indígenas se reunieron en la capital de Brasil para presionar a las autoridades y debatir el capítulo de la Constitución que pasó a ser conocido como Dos Índios.
El ATL, a lo largo de sus decenas de ediciones, motivó el retorno anual de líderes indígenas a Brasilia en defensa de sus agendas. En la década de 2020, el evento fue testigo de la consolidación del cambio en el perfil de los participantes, con una participación creciente de mujeres y jóvenes con títulos universitarios.